# María de Mendoza y Fonseca
María de Mendoza y Fonseca (h. 1516-18 de septiembre de 1580), fue una noble española y coleccionista de arte, III marquesa del Cenete, III condesa del Cid y señora del Estado de Jadraque y de las Baronías de Ayora, Alazquer y Alberique.

## Biografía

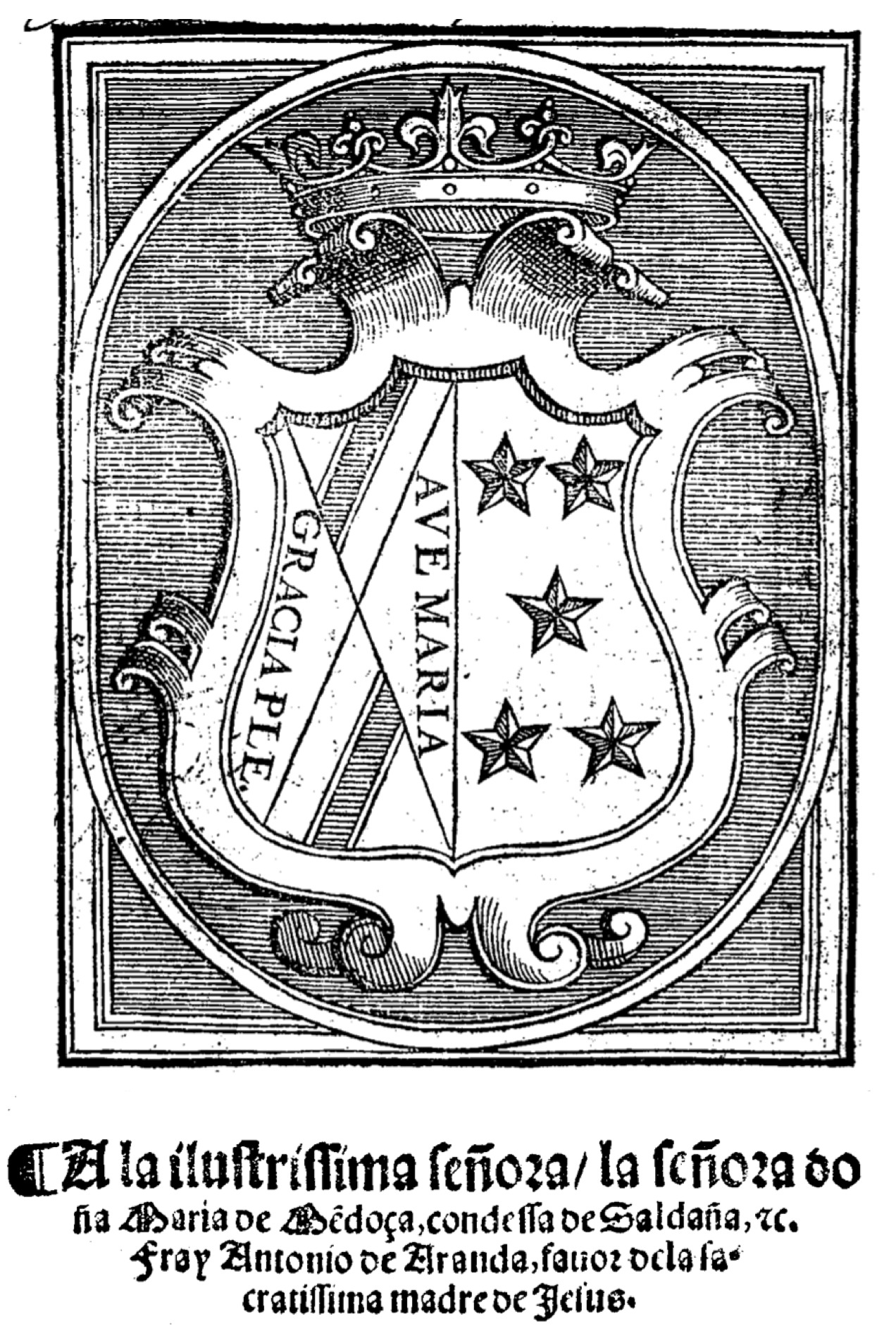
Loores de la Virgen nuestra Señora (1552), dedicado por fray Antonio de Aranda a María de Mendoza y Fonseca

María de Mendoza fue una de las tres hijas de Rodrigo Díaz de Vivar y Mendoza, I marqués del Cenete, y de su segunda esposa, María de Fonseca y Toledo. Debió nacer hacia 1516, entre Granada y Valencia, quedando huérfana con ocho años y obligada a asegurar la confirmación de su legitimidad con objeto de suceder en el mayorazgo y bienes paternos. Durante su minoría de edad quedó bajo la custodia de su hermana Mencía de Mendoza en el castillo de Jadraque (Guadalajara), acompañándola a los Países Bajos entre 1530 y 1533, junto a su cuñado Enrique III de Nassau-Breda.
En 1534 se concertó la boda de María de Mendoza con Diego Hurtado de Mendoza y Aragón, IV conde de Saldaña y primogénito del IV duque del Infantado. De esta forma, doña Mencía aseguraba el ventajoso matrimonio de su hermana con una de las familias más poderosas de España, como se aprecia en las favorables capitulaciones matrimoniales firmadas entre ambos contrayentes. Entre sus estipulaciones el matrimonio se comprometía y obligaba, por sí y sus descendientes, a mantener el castillo-palacio de La Calahorra y las casas de Granada y Darabenaz. Sin embargo, el conde de Saldaña falleció de resultas de una caída de caballo en una justa, antes de heredar el título paterno, por lo que doña María no llegó a ostentar el título de duquesa del Infantado, pero sí su hijo y heredero. De esta forma, la rama familiar de los Mendoza procedente del Gran Cardenal, volvió al tronco principal del Marqués de Santillana.
María de Mendoza, sucedió a su hermana como III marquesa del Cenete, a la muerte de esta en 1554. Y pleiteó con Luis de Requesens y Zúñiga por los bienes libres de Mencía de Mendoza, conflicto finalmente resuelto durante la boda de Felipe II con Isabel de Valois. Pasó la mayor parte de su vida en el entorno de Guadalajara, con alguna breve estancia en la fortaleza de La Calahorra (Granada), con objeto de supervisar personalmente el estado de sus dominios y reactivar las explotaciones mineras de Alquife. Se mantuvo firme en el pleito entablado con el Obispado de Guadix por los diezmos del Marquesado del Cenete y la obligación de reparación de sus templos. Una situación agravada luego por la Guerra de las Alpujarras (1568-1571), de consecuencias dramáticas, en la que protestó los abusos cometidos en sus tierras por el II marqués de los Vélez y trató de evitar la expulsión de sus vasallos moriscos.

## Descendencia
La Marquesa del Cenete tuvo trece hijos en su matrimonio, que fueron protegidos generosamente por doña Mencía mientras vivió. Por su parte, doña María asumió la educación humanista de su extensa prole, para la que aplicó la etiqueta cortesana seguida por su familia política en Guadalajara. Además de la preocupación por conservar hacienda y mayorazgos, se ocupó de concertar para sus hijos carreras acordes con su rango. El marquesado del Cenete y el ducado del Infantado recayeron en el primogénito Íñigo López de Mendoza, V duque del Infantado y V conde de Saldaña, consejero de Felipe II y gran coleccionista de arte. Su hermana Ana de Mendoza casó con Luis Enríquez de Cabrera, almirante de Castilla y III duque de Medina de Rioseco; mientras que Isabel de Mendoza lo hizo primero con Rodrigo Messía Carrillo y Manrique de Lara, II marqués de La Guardia, y en segundas nupcias con el II duque de Feria; Enrique de Mendoza Aragón desposó con Ana Florencia de la Cerda Bernemicourt, mientras que Álvaro Hurtado de Mendoza lo hizo con María de Guzmán. Otros hijos abrazaron el estado eclesiástico, Catalina de Mendoza fue monja, Antonio de Mendoza fue fraile franciscano, Diego Hurtado de Mendoza fue caballero de San Juan, y Juan Hurtado de Mendoza, el Bello Español, ascendió al cardenalato. Por su parte, Rodrigo de Mendoza, conde de Saldaña y adelantado de Cazorla, casó con su sobrina Ana de Mendoza de la Vega, VI duquesa del Infantado, con objeto de asegurar el mayorazgo. Doña María no puedo asistir a esta boda, cuya celebración duró una semana, por haber fallecido en 1580. Sus restos fueron inhumados en el monasterio de San Francisco de Guadalajara, panteón de los duques del Infantado.

## Coleccionista de arte
Aunque María de Mendoza no llegó a acumular el patrimonio artístico de su hermana Mencía, mostró interés por la pintura flamenca de temática sacra. Con motivo de las bodas de sus hijos, recibió de su hermana gran cantidad de joyas y piezas de aparato para ensalzar la grandeza de la Casa familiar. Cuadros de devoción y ciclos de tapices se mencionan en el inventario de su palacio madrileño. Todo ello se enmarca dentro del llamado coleccionismo representativo, que atesora objetos suntuarios al servicio del estatus social. No obstante, entre los bienes post-mortem de su marido, el conde de Saldaña sí se aprecian las formas del coleccionista humanista a través de la presencia de retratos y pintura profana.